# 로봇이 아니야
《로봇이 아니야》는 2017년 12월 6일부터 2018년 1월 25일까지 MBC에서 방송된 MBC 수목 미니시리즈이다.

## 줄거리
사람에 대한 상처로 인해 생긴 '인간 알러지' 때문에 사람들과 접촉을 하지 못하고 15년동안
혼자서만 지내던 사람들과의 관계가 서툰 KM금융의 의장 김민규와 부득이한 사정으로 로봇인 척 연기를 하게 된 열혈 청년사업가 조지아를 만나 사랑에 빠지는 모습을 그린 '힐링 로맨스 코미디' 드라마

## 등장인물

### 주요 인물
- 유승호 : 김민규 역 (아역 길정우) - KM금융 이사회 의장이자 최대주주
- 채수빈 : 조지아 (아역 최유리) / 아지3 역 - 직구 대행 - 청년 창업 준비중 / 아지 버전으로 3번의 업그레이드를 거친 인공지능 안드로이드 로봇
- 엄기준 : 홍백균 역 - 세계적인 로봇공학자. 조지아의 공감제로 전 남친

### 산타마리아팀
- 박세완 : 파이 역 - 해외파 천재 수석연구원. 융합기술 연구
- 송재룡 : 혹탈 역 - 국내파 천재 수석연구원. 보행 엔진과 조작 엔진 등 하드웨어 담당
- 김민규 : 싼입 역 - 국내파 천재 수석연구원. 인공지능과 관련된 각종 센서와 신경망 등 소프트웨어 담당

### KM금융
- 강기영 : 황유철 역 (아역 고우림) - KM금융 대표
- 황승언 : 예리엘 역 (아역 권수정) - 민규의 첫사랑, 내츄럴본레이디
- 손병호 : 황도원 역 - KM금융 회장. 민규 아버지와 동업자. 이사회 중 1명
- 이병준 : 예성태 역 - 리엘의 아버지. KM금융 설립자 중 1인. 이사회 중 1명
- 이해영 : 윤전무 역 - KM그룹 전무. 황도원의 수족
- 윤경호 : 보안팀장 역
- 윤정혁 : 장비서 역

### 김민규의 주변 인물
- 엄효섭 : 오박사 역 - 민규 주치의
- 김하균 : 성집사 역 - 민규의 집사

### 조지아의 주변 인물
- 서동원 : 조진배 역 - 조지아의 오빠. KM금융 조사팀 팀장
- 이민지 : 황선혜 역 (아역 이다진) - 지아의 친구. 카페 운영
- 윤소미 : 홍주 역 (아역 안지현) - 지아의 여고동창친구. 진배의 아내
- 이한서 : 조동현 역 - 지아의 조카

### 그 외 인물
- 김기두 : 마이애미 역
- 최동구 : 알프스 역
- 이민서
- 리민 : 사장 역
- 김솔
- 박충선 : 조지아의 아버지 역
- 옥주리
- 이정민
- 신동훈
- 이가령
- 김영아
- 김대성
- 김동인
- 황재호
- 홍윤화
- 김민기
- 박영수
- 이다니
- 박진수
- 이윤상
- 이동용
- 김윤주
- 서윤아
- 전금한
- 정성준
- 최요운
- 정난희
- 김현태
- 양하늬
- 김수연
- 이다연
- 신시아
- 박노식 : 노숙자 역
- 민대식
- 송경화
- 정성준
- 김대국 : 형사 역

### 특별출연
- 박철민
- 이시언
- 안세하

## 촬영지
- 베어트리 파크
- the달다
- 경의선 책거리
- 지혜의 숲
- 수산자연산횟집 - 홍주네
- 여차 몽돌해수욕장
- 성흥산성 사랑나무

## 시청률
최저 시청률과 최고 시청률은 시청률 조사회사와 지역별로 시청률에 차이가 있을 수 있습니다.
| 2017년 | 2017년    | 2017년         | 2017년       | 2017년         | 2017년       |
| 회차   | 방송일    | TNmS 시청률    | TNmS 시청률  | AGB 시청률     | AGB 시청률   |
| 회차   | 방송일    | 대한민국(전국) | 서울(수도권) | 대한민국(전국) | 서울(수도권) |
| ------ | --------- | -------------- | ------------ | -------------- | ------------ |
| 제1회  | 12월 6일  | 4.0%           | 4.4%         | 4.1%           | 4.5%         |
| 제2회  | 12월 6일  | 4.3%           | 5.1%         | 4.5%           | 5.3%         |
| 제3회  | 12월 7일  | 3.3%           | 3.9%         | 3.0%           | 3.6%         |
| 제4회  | 12월 7일  | 3.4%           | 4.0%         | 3.1%           | 3.7%         |
| 제5회  | 12월 13일 | 3.0%           | 3.4%         | 2.8%           | 3.2%         |
| 제6회  | 12월 13일 | 3.4%           | 3.7%         | 3.1%           | 3.4%         |
| 제7회  | 12월 14일 | 4.3%           | 5.1%         | 2.9%           | 3.7%         |
| 제8회  | 12월 14일 | 4.8%           | 5.5%         | 3.4%           | 4.0%         |
| 제9회  | 12월 20일 | 3.4%           | 4.1%         | 2.6%           | 3.3%         |
| 제10회 | 12월 20일 | 3.9%           | 4.5%         | 3.3%           | 3.8%         |
| 제11회 | 12월 21일 | 2.7%           | 3.1%         | 2.6%           | 3.0%         |
| 제12회 | 12월 21일 | 3.3%           | 4.2%         | 3.2%           | 4.1%         |
| 제13회 | 12월 27일 | 3.1%           | 3.2%         | 2.4%           | 2.5%         |
| 제14회 | 12월 27일 | 3.7%           | 3.9%         | 2.7%           | 2.8%         |
| 제15회 | 12월 28일 | 3.1%           | 3.7%         | 2.8%           | 3.4%         |
| 제16회 | 12월 28일 | 3.3%           | 3.8%         | 3.1%           | 3.6%         |
| 2018년 |           |                |              |                |              |
| 제17회 | 1월 3일   | 3.3%           | 3.4%         | 3.3%           | 3.5%         |
| 제18회 | 1월 3일   | 3.9%           | 4.2%         | 3.6%           | 3.9%         |
| 제19회 | 1월 4일   | 3.3%           | 3.9%         | 2.5%           | 3.3%         |
| 제20회 | 1월 4일   | 3.8%           | 4.0%         | 3.5%           | 3.7%         |
| 제21회 | 1월 10일  | 3.9%           | 4.5%         | 3.0%           | 3.6%         |
| 제22회 | 1월 10일  | 4.5%           | 4.8%         | 4.0%           | 4.3%         |
| 제23회 | 1월 11일  | 3.3%           | 3.8%         | 2.9%           | 3.4%         |
| 제24회 | 1월 11일  | 3.8%           | 4.0%         | 3.9%           | 4.1%         |
| 제25회 | 1월 17일  | 3.9%           | 4.4%         | 3.0%           | 3.5%         |
| 제26회 | 1월 17일  | 4.4%           | 4.8%         | 3.6%           | 4.0%         |
| 제27회 | 1월 18일  | 3.2%           | 4.1%         | 2.5%           | 3.4%         |
| 제28회 | 1월 18일  | 3.6%           | 4.3%         | 3.2%           | 3.9%         |
| 제29회 | 1월 24일  | 3.2%           | 3.5%         | 3.9%           | 4.2%         |
| 제30회 | 1월 24일  | 3.7%           | 3.9%         | 4.3%           | 4.5%         |
| 제31회 | 1월 25일  | 3.3%           | 3.6%         | 3.1%           | 3.4%         |
| 제32회 | 1월 25일  | 3.9%           | 4.1%         | 3.4%           | 3.6%         |

## 동시간대 드라마
KBS 수목드라마
- 《흑기사》 (2017년 12월 6일 ~ 2018년 2월 8일)

SBS 수목드라마
- 《이판, 사판》 (2017년 11월 22일 ~ 2018년 1월 11일)
- 《리턴》 (2018년 1월 17일 ~ 2018년 3월 22일)